# Johann Christoph Franz Giere
Johann Christoph Franz Giere (auch: Franz Giere; * 17. August 1774 in Hamburg; † 17. März 1825 in Hannover) war ein deutscher Miniaturmaler, Lithograph und Kupferstecher in Schwarzkunst sowie Kunsthändler.

## Leben

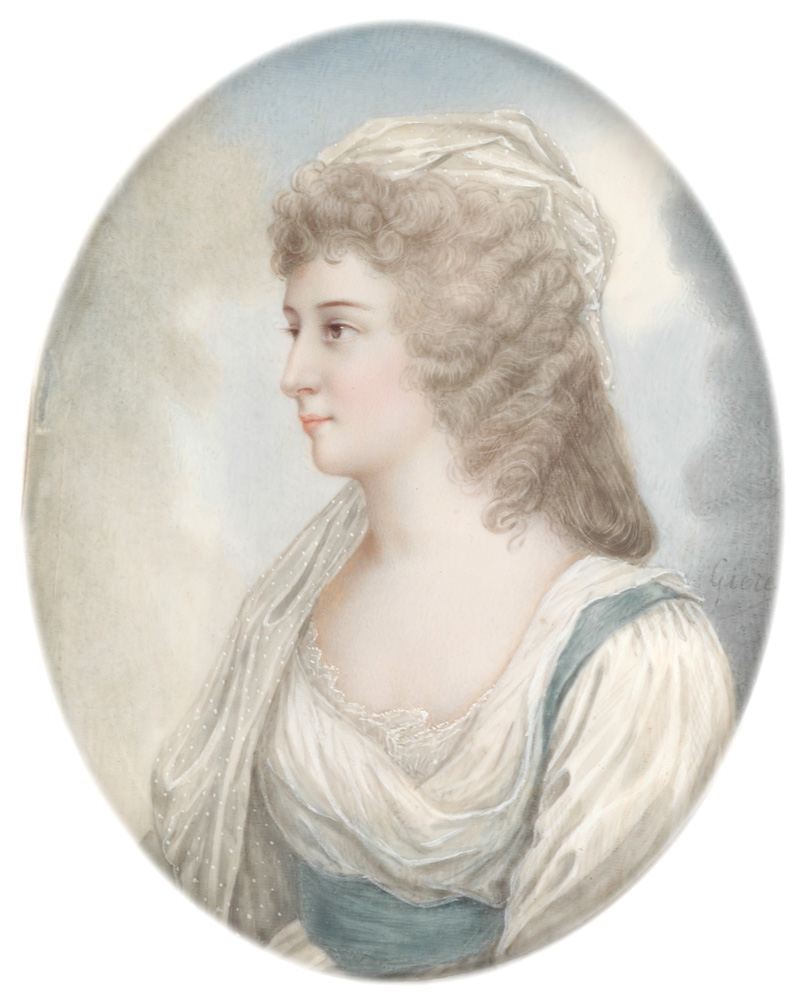
Um 1795: Prinzessin Augusta Sophia von Großbritannien, Irland und Hannover;
Aquarell auf Elfenbein, circa 13,5 × 11,0 cm

Der in Hamburg geborene Johann Christoph Franz Giere ist in den Jahren 1805 und 1806 in Rom nachweisbar. Anschließend lebte und arbeitete er in Hannover.
Johann Christoph Franz Giere ist wahrscheinlich der Vater des später ebenfalls in Hannover tätigen Lithographen Julius Giere.
1816 gelang durch Vermittlung Gieres der Ankauf von Flügelbildern durch den Kunstsammler Bernhard Hausmann. Die Werke wurden später Teil der Sammlung in der Landesgalerie im Niedersächsischen Landesmuseum Hannover.

## Werke (Auswahl)
- Ab circa 1806 bis 1814 bot der Buchbinder Gottlieb Losch, der in der Pferdestraße in Hannover eine Leihbibliothek unterhielt, in Kupfer gestochene Stammbuch-Kupfer an, die Franz Giere entworfen und gestochen hatte,[2] darunter
  - „Hannover“ von Nordwesten, nach einer Ansicht von Johann Heinrich Ramberg, bei der zwei Kühe rechts im Vordergrund zu sehen sind;[2]
  - Leibniz-Denkmal, mit einer Widmung von 1814[2]
  - „Lasius Garten und Döhrner Turm“[2]

Andere Motive Gieres vertrieb der Kunsthändler und Verleger J. G. Schrader.
Weitere:
- „Das Wirthshaus, vor demselben ein trinkender Cavalier“, Schwarzkunst nach Franz Valentin Durmer (selten)[5]
- Bildnis von Martin Luther nach Lucas Cranach[4]